# Железная пята олигархии
«Железная пята олигархии» — российский фильм 1999 года. В роли режиссёра, сценариста и главного действующего персонажа Александр Баширов. Название взято из романа Джека Лондона «Железная пята», который прямо упоминается в фильме.

## Сюжет
Николай Петрович (Баширов), бывший учитель русского и литературы, а ныне люмпен, — отправляется в «колыбель революции» Санкт-Петербург, для реализации своей идеи-фикс — организации пролетарской революции против олигархии.
По сути, герой представляет собой новое воплощение Эрнеста Эвергарда - персонажа романа Джека Лондона «Железная пята», а подруга Николая Петровича Ассоль (Рита Марго) — жену Эвергарда Элис.
Здесь он выступает на митингах перед рабочими, встречается с представителями различных слоёв общества — от журналистов до проституток. Николай Петрович находит время для посещений клубов, где он танцует под авангардную музыку. За деятельностью нового вождя революции пристально наблюдают ищейки олигархии, и в итоге он погибает от их рук.

## В ролях
| Актёр                     | Роль                             |
| ------------------------- | -------------------------------- |
| Александр Баширов         | Николай Петрович                 |
| Константин Фёдоров        | собрат по оружию                 |
| Евгений Фёдоров           | собрат по оружию                 |
| Александр Воронов         | собрат по оружию                 |
| Сергей Кагадеев           | ищейка олигархии, координатор    |
| Александр Розанов         | ищейка олигархии, Звеньевой      |
| Олег Вересов              | бригадир ищеек олигархии         |
| Сергей Дьячков            | ищейка олигархии                 |
| Александр Тюрин           | ищейка олигархии                 |
| Рита Марго                | Ассоль                           |
| Наталья Пивоварова        | девица лёгкого поведения         |
| Ирина Шароватова          | спецагент Москвы                 |
| Инна Волкова              | певичка из бара                  |
| Елена Юданова             | журналистка («продажная писака») |
| Всеволод Цурило           | официант                         |
| Владимир Белов            | пьяница                          |
| Геннадий Смирнов          | рабочий                          |
| Николай Устинов-Лещинский | рабочий                          |
| Владимир Севостьянихин    | рабочий                          |
| Игорь Кадыров             | рабочий                          |
| Пётр Королёв              | рабочий                          |

## Награды
- Международный кинофестиваль в Роттердаме — «Tiger Award» (1999)
- «Лучший Европейский фильм» — Главный Приз — Александрия (Египет, 1999)
- Венецианский кинофестиваль — Неделя кинокритиков — Награда журнала «Filmcritik» (1998)
- Награда ФИПРЕССИ на международном кинофестивале «Кинотавр» (Сочи, 1998)
- На кинофестивале Окно в Европу (Выборг, 1998) — специальный приз за лучшую операторскую работу
- Российский кинофестиваль «Литература и кино» (Гатчина, 1999): Большой приз жюри; Приз за лучшую мужскую роль (А. Баширов); Специальный приз жюри, приз Гильдии киноведов и кинокритиков России.
- Приз «Серебряный гвоздь» (победителю конкурса дебютов) Кинофорум «Серебряный гвоздь—98» (Сочи)
- Приз кинопрессы КФ «Виват кино России!—98» (С.-Петербург)[1]